# Клаас, Урмас
Урмас Клаас (эст. Urmas Klaas, род. 17 марта 1971, Ряпина, Пылвамаа) — эстонский учёный-историк, политик и государственный деятель. Член Партии реформ Эстонии, мэр города Тарту.

## Биография
В 1989 году, после окончания ряпинской средней школы, поступил в Тартуский университет, специализировался по истории. В 1994 году окончил университет. В 1998 году получил степень магистра, магистерская работа «Православная церковь в Южной Эстонии в 1848—1917 гг. Административный порядок и священство».
С 1994 по 2003 год преподавал в Тартуском университете, ассистент кафедры истории Эстонии.
С 1995 по 2003 год редактор отдела новостей газеты «Постимеэс», руководитель отдела новостей, руководитель Тартуской редакции, заместитель главного редактора, главный редактор.
Депутат Рийгикогу XI и XII созывов (2007—2014): Председатель комиссии Рийгикогу по экономике (2007—2011, приезжал с визитами в Россию), председатель комиссии Рийгикогу по культуре (2011—2014).
8 апреля 2014 года избран мэром Тарту, переизбран в 2017 и в 2021.
По результатам парламентских выборов 2023 года избран депутатом Рийгикогу XV созыва, но отказался от мандата, чтобы сохранить пост мэра Тарту. Его место заняла Маргит Сутроп.

## Награды
- Крест Признания III класса (8 апреля 2019 года, Латвия)[6].
- Крест «За заслуги» II класса (2024 год, Министерство иностранных дел Эстонии)[7].